# Johann Christoph Sommer

Armenkrankenhaus in Braunschweig, Wendentor, 1780, Kupferstich von Anton August Beck

Johann Christoph Sommer (* 8. September 1741 in Northeim; † 22. Februar 1802 in Braunschweig) war ein deutscher Arzt, Chirurg, Geburtshelfer, Hofrat und Professor für Anatomie am Anatomisch-Chirurgischen Institut in Braunschweig.

## Leben

### Studium in Göttingen
Der Sohn eines Northeimer Wundarztes studierte sechs Jahre Medizin an der Universität Göttingen. Er war dort am Anatomischen Theater und in der Gebärklinik tätig. Sommer ließ sich 1765 als Doktor der gesamten Heilkunde in Einbeck nieder.

### Tätigkeit in Braunschweig
Im Dezember 1766 erhielt er einen Ruf Herzog Karls I. an das Braunschweiger Collegium Anatomico-Chirurgicum. Er übernahm von Carl Gottlieb Wagler den Lehrstuhl für Geburtshilfe und kurze Zeit später auch den für Chirurgie. Er hielt Vorlesungen über Materia chirurgica nach Plenck. Im 1767 neu eröffneten Accouchierhaus betrieb er klinische Geburtshilfe und veröffentlichte 1768 seine Beobachtungen und Anmerkungen über die in der Gebärmutter zurückgebliebene und in einem Sacke eingeschlossene Nachgeburt mit drei Fallschilderungen. Sommer wurde am 12. September 1767 mit dem Beinamen Sostratus IV. zum Mitglied (Matrikel-Nr. 696) der Leopoldina gewählt. Im Jahre 1777 führte er gemeinsam mit seinem Kollegen Wagler einen Kaiserschnitt bei einer rachitischen Zwillingsmutter durch, die diesen Eingriff jedoch nur wenige Tage überlebte, wie Sommers 1788 veröffentlichter Beschreibung zu entnehmen ist. Die Verstorbene wurde der pathologisch-anatomischen Sammlung als Präparat zugeführt. Sommer lehnte einen Ruf nach Jena ab, um seinen Verpflichtungen für die Übernahme der chirurgischen Abteilung des entstehenden Armenkrankenhauses nachzukommen. Dieses wurde 1780 eröffnet, womit sich der Status des Accouchierhauses grundlegend änderte. Die Entbindungsklinik musste seine Räumlichkeiten weitgehend an das Armenkrankenhaus abtreten und verlor seine Eigenständigkeit. Sommer wurde zum Hofrat und Leibarzt des seit 1780 selbstständig regierenden Herzogs Karl Wilhelm Ferdinand ernannt. Im Januar 1781 wurde er zum Assessor des Obersanitätskollegiums berufen, womit er für die Prüfungen der Barbier- und Baderchirurgen zuständig war.
Im Jahre 1799 kam es zu einer Meinungsverschiedenheit mit dem jungen Professor am Anatomisch-Chirurgischen Institut Karl Himly über die Behandlung einer an Brustkrebs erkrankten Patientin des Armenkrankenhauses. Der Streitfall wurde schließlich vom Herzog zugunsten seines Leibarztes Sommer entschieden.
Zu Sommers großem Freundeskreis gehörten Geisteswissenschaftler und Mediziner. Darunter befand sich neben Eschenburg auch Lessing, für den er bei dessen Aufenthalten in Braunschweig als Hausarzt tätig war. Nach Lessings Tod in Braunschweig obduzierte Sommer 1781 dessen Leichnam. Der vielseitig interessierte Sommer war Liebhaber griechischer und lateinischer Klassiker sowie französischer und italienischer Literatur. Zu den Nachfahren seiner 1782 geehelichten Frau Sophie Zincken, geborene Schläger, gehörten aus deren erster Ehe mit Carl Friedrich Wilhelm Zincken der Sohn Julius Leopold Theodor Friedrich Zincken, den er 1791 adoptierte, wonach die Familienmitglieder fortan den Namenszusatz „genannt Sommer“ trugen, und als Urenkel der Mathematiker und Komponist Hans Sommer.
Johann Christoph Sommer starb 1802 an Typhus. Braunschweigs bedeutendster Chirurg des 19. Jahrhunderts Karl Uhde nannte ihn den gelehrtesten und für die ärztliche Praxis befähigtesten Professor am Collegium Anatomico-Chirurgicum.

## Schriften
- Beobachtungen und Anmerkungen über die in der Gebärmutter zurückgebliebene und in einem Sacke eingeschlossene Nachgeburt. Friedrich Wilhelm Meyer, Braunschweig 1768 (reader.digitale-sammlungen.de).
- Geschichte einer Zwillings-Kaysergeburt. Siegfried Lebracht Crusius, Leipzig 1788 (gdz.sub.uni-goettingen.de).
- Die Axe des weiblichen Beckens. Braunschweig 1791 (gdz.sub.uni-goettingen.de).
- Praenotiones obstetriciae. 1802.